# C5orf51
C5orf51 (англ. Chromosome 5 open reading frame 51) – білок, який кодується однойменним геном, розташованим у людей на 5-й хромосомі. Довжина поліпептидного ланцюга білка становить 294 амінокислот, а молекулярна маса — 33 620.
| 10         |  | 20         |  | 30         |  | 40         |  | 50         |
| ---------- |  | ---------- |  | ---------- |  | ---------- |  | ---------- |
| MAAAVSSVVR |  | RVEELGDLAQ |  | AHIQQLSEAA |  | GEDDHFLIRA |  | SAALEKLKLL |
| CGEEKECSNP |  | SNLLELYTQA |  | ILDMTYFEEN |  | KLVDEDFPED |  | SSSQKVKELI |
| SFLSEPEILV |  | KENNMHPKHC |  | NLLGDELLEC |  | LSWRRGALLY |  | MYCHSLTKRR |
| EWLLRKSSLL |  | KKYLLDGISY |  | LLQMLNYRCP |  | IQLNEGVSFQ |  | DLDTAKLLSA |
| GIFSDIHLLA |  | MMYSGEMCYW |  | GSKYCADQQP |  | ENHEVDTSVS |  | GAGCTTYKEP |
| LDFREVGEKI |  | LKKYVSVCEG |  | PLKEQEWNTT |  | NAKQILNFFH |  | HRCN       |

A: Аланін

C: Цистеїн

D: Аспарагінова кислота

E: Глутамінова кислота

F: Фенілаланін

G: Гліцин

H: Гістидин

I: Ізолейцин

K: Лізин

L: Лейцин

M: Метіонін

N: Аспарагін

P: Пролін

Q: Глутамін

R: Аргінін

S: Серин

T: Треонін

V: Валін

W: Триптофан

Задіяний у такому біологічному процесі, як ацетилювання. 